# Novo Oreahovo, Varna
Novo Oreahovo (în bulgară Ново Оряхово) este un sat în comuna Dolni Ciflik, regiunea Varna,  Bulgaria. 

## Demografie
Componența etnică a satului Novo Oreahovo
     Bulgari (96,48%)
     Nicio identificare (1%)
     Altele (2,51%)
La recensământul din 2011, populația satului Novo Oreahovo era de 199 locuitori. Din punct de vedere etnic, majoritatea locuitorilor (96,48%) erau bulgari. Pentru 1% din locuitori nu este cunoscută apartenența etnică.